# Deronectes wittmeri
Deronectes wittmeri är en skalbaggsart som beskrevs av Wewalka 1971. Deronectes wittmeri ingår i släktet Deronectes och familjen dykare. Inga underarter finns listade i Catalogue of Life.